# Ibn Battuta (Mondkrater)
Ibn Battuta ist ein kleiner Mondkrater im Mare Fecunditatis, einem Mare im Osten der Mondvorderseite. Er liegt südwestlich des Lindbergh-Kraters und nordöstlich des Goclenius.
Der Krater ist symmetrisch kreisförmig mit einer weiten inneren Fläche. Die abfallenden inneren Hänge haben eine etwas höhere Albedo als das umgebende Mare, aber die innere Fläche entspricht dem umliegenden Areal. Am westlichen Rand existiert ein kleinerer Krater, ansonsten gibt es keine auffälligen Merkmale.
Der Krater wurde Goclenius A genannt, bevor er von der IAU nach dem berberischen Forschungsreisenden Ibn Battuta benannt wurde.